# Kelesh Ahmed-Bey Shervashidze
Kelesh Ahmed-Bey Shervashidze (Costantinopoli, 1747 – Sukhumi, 1808) fu principe di Abcasia dal 1780 al 1808.

## Biografia
Kelesh Ahmed-Bey, durante la sua giovinezza, crebbe a Istanbul come ostaggio, dove si convertì all'islam. Tornato in Abcasia nel 1770 con lo scopo di riprendere il governo della propria terra nativa, con l'aiuto delle forze turche, Kelesh-Bey fu in grado nel 1779 di detronizzare suo zio Zurab Shervashidze, facendosi proclamare principe pur non essendo riuscito ad ottenere l'intero controllo della regione.
Contemporaneamente, infatti, un altro suo zio Levanti Shirvashidze, convertitosi al cristianesimo ortodosso, aveva preso il controllo di una parte delle truppe abcasiane in nome del fratello detronizzato ed era riuscito a mettere in difficoltà Kelesh. Sconfitto Levanti nel 1789, Kelesh riuscì a farsi proclamare definitivamente principe di tutta l'Abcasia.
Kelesh-Bey è noto nella storia dell'Abcasia per essere stato il primo a consolidare un potere statale forte combattendo contro il Principato di Mingrelia che confinava con l'Abcasia ad est.
Nel 1802, egli richiese nuovamente il supporto turco per prendere il forte di Anaklia. Dopo che il principato di Mingrelia si fu alleato con l'Impero russo nel 1803, Kelesh Ahmed-Bey cercò anch'egli dei contatti con la Russia il che lo portò ad interrompere i legami con l'Impero ottomano. Preoccupata per l'eccessivo influsso della Russia nell'area dell'Abcasia, la leadership turca pensò di rimuovere Kelesh-Bey con la forza, ma fallì personalmente e decise pertanto di puntare sull'ambizione del figlio di Kelesh, Aslan-Bey, il quale riuscì ad uccidere suo padre per essere quindi proclamato principe di Abcasia.

## Matrimoni e figli
Kelesh sposò a Sukhumi, c. 1771, una donna della famiglia Ziapsh-Ipa di Gumasti, dalla quale si separò poi nel 1789. Sposò in seconde nozze Leiba Khanum, membro della famiglia dei Mgudzrikhva. Alla morte di questa, in terze nozze si risposò con Rabia Begum, della famiglia Marshania di Tselebi. In quarte nozze sposò infine una donna della famiglia Antchabadze damily, vedova di suo cugino, Bekir Bey Shirvashidze, signore di Shuasopeli. Da questi matrimoni egli ebbe i seguenti figli:
- Khalil Bey (morto infante)
- Aslan Bey, principe di Abcasia
- Safar 'Ali Bey[Giorgi], principe di Abcasia
- Batal Bey[Batam-teer] (m. dopo il 1835)
- Hasan Bey, signore di Tsebelda e Kelassur, sposò in prime nozze una donna della famiglia Shirvashidze-Inalipa di Gulisti, in seconde nozze la figlia di Narchuk, aristocratico abcasiano, ebbe un figlio
- Tatar Bey
- Rustam Bey (m. 1823), sposò la principessa Kethavan (n. 1792), vedova di Manuchar Shirvashidze, principe di Bedia, e figlia primogenita del principe Grigol [Gregori] VI Dadiani, duca dei duchi di Mingrelia
- Sulaiman Bey (ucciso alla fortezza di Sukhumi da Aslan Bey, nel 1808)
- Mahmud Bey, principe di Samuzaqano (m. 1813), ebbe un figlio
- Sekir Bey (m. dopo il 1811)
- Rustam Khanum (uccisa alla fortezza di Sukhumi da Aslan Bey nel 1808)